# Кижнерова, Зинаида Петровна
Зинаида Петровна Кижнерова (1941—2017) — советский передовик производства в ткацком производстве. Депутат Верховного Совета СССР 8-го созыва (1970—1974). Герой Социалистического Труда (1986).

## Биография
Родилась 29 ноября 1941 года в начальный период Великой Отечественной войны в  деревне Корма, Добрушского района Гомельской области Белорусской ССР, на оккупированной гитлеровцами территории в крестьянской семье.
С 1960 года после окончания средней школы в городе Добруш, З. П. Кижнерова переехала в рабочий посёлок Сосновый Бор Светлогорского района Гомельской области и  после окончания трёхмесячных курсов трактористов З. П. Кижнерова начала работать на торфяном предприятии «Василевичи-2» управления торфяной промышленности СНХ Белорусской ССР.
С 1963 года З. П. Кижнерова переехала в город Светлогорск и с 1964 года после обучения в Могилёвском профессионально-техническом училище химиков и получив специальность ткачихи, начала работать — ткачихой на Светлогорском заводе искусственного волокна. З. П. Кижнерова начала работать во втором ткацком цеху, который выпускал вискозную кордную ткань для резино-технической и шинной промышленности.
З. П. Кижнерова начала разрабатывать и применять в своей работе индивидуальные приёмы и методы, быстро зарекомендовала себя как ударник производства, со временем перешла в своей работе от одного станка на девять, каждый из которых за смену вырабатывал 600—650 метров кордной ткани. Десять работниц со смены З. П. Кижнеровой обслуживали 90 станков, добиваясь выдающихся результатов во Всесоюзном социалистическом соревновании.
15 февраля 1974 года «за отличие в труде и за успехи в выполнении и перевыполнении планов 1973 года» Указом Президиума Верховного Совета СССР Зинаида Петровна Кижнерова была награждена Орденом Трудового Красного Знамени.
13 мая 1977 года «за выдающиеся трудовые показатели и за успехи, достигнутые при выполнении плана на 1976 год и принятых социалистических обязательств по выпуску продукции, повышению эффективности производства качества работы» Указом Президиума Верховного Совета СССР Зинаида Петровна Кижнерова была награждена Орденом Ленина.
15 февраля 1978 года на Светлогорском заводе искусственного волокна был наработан миллиардный квадратный метр кордовой ткани. Как одна из победителей  социалистического соревнования З. П. Кижнерова участвовала в почётной вахте по выпуску милилардного метра ткани.
С 1981 по 1985 годы при выполнении плановых заданий одиннадцатой пятилетки  З. П. Кижнерова добилась наиболее высоких показателей по производству кордной ткани.
6 января 1986 года  «закрытым» Указом Президиума Верховного Совета СССР «за выполнение правительственного спецзадания» Зинаида Петровна Кижнерова была удостоена звания Героя Социалистического Труда с вручением Ордена Ленина и золотой медали «Серп и Молот».
Избиралась депутатом Совета Союза Верховного Совета СССР 8-го созыва (1970—1974) от Гомельской области, член Комиссии по промышленности Совета Союза. Член ЦК Компартии Беларуси и Ревизионной комиссии ЦК КПБ. Делегат XXV съезда КПСС (1976) и XXX съезда КП Беларуси (1986). Неоднократно избиралась депутатом Гомельского областного и Светлогорского городского Советов депутатов трудящихся.
С 1987 года вышла на заслуженный отдых. Проживала в городе Светлогорск Гомельской области.
Умерла 20 января 2017 года.

## Награды
- Медаль «Серп и Молот» (6.01.1986)
- Два Ордена Ленина (13.05.1977, 6.01.1986)
- Орден Трудового Красного Знамени (15.02.1974)

### Звание
- Заслуженный работник промышленности Белорусской ССР (1976)
- Почётный химик СССР (1985)